# Nhà hàng xoay

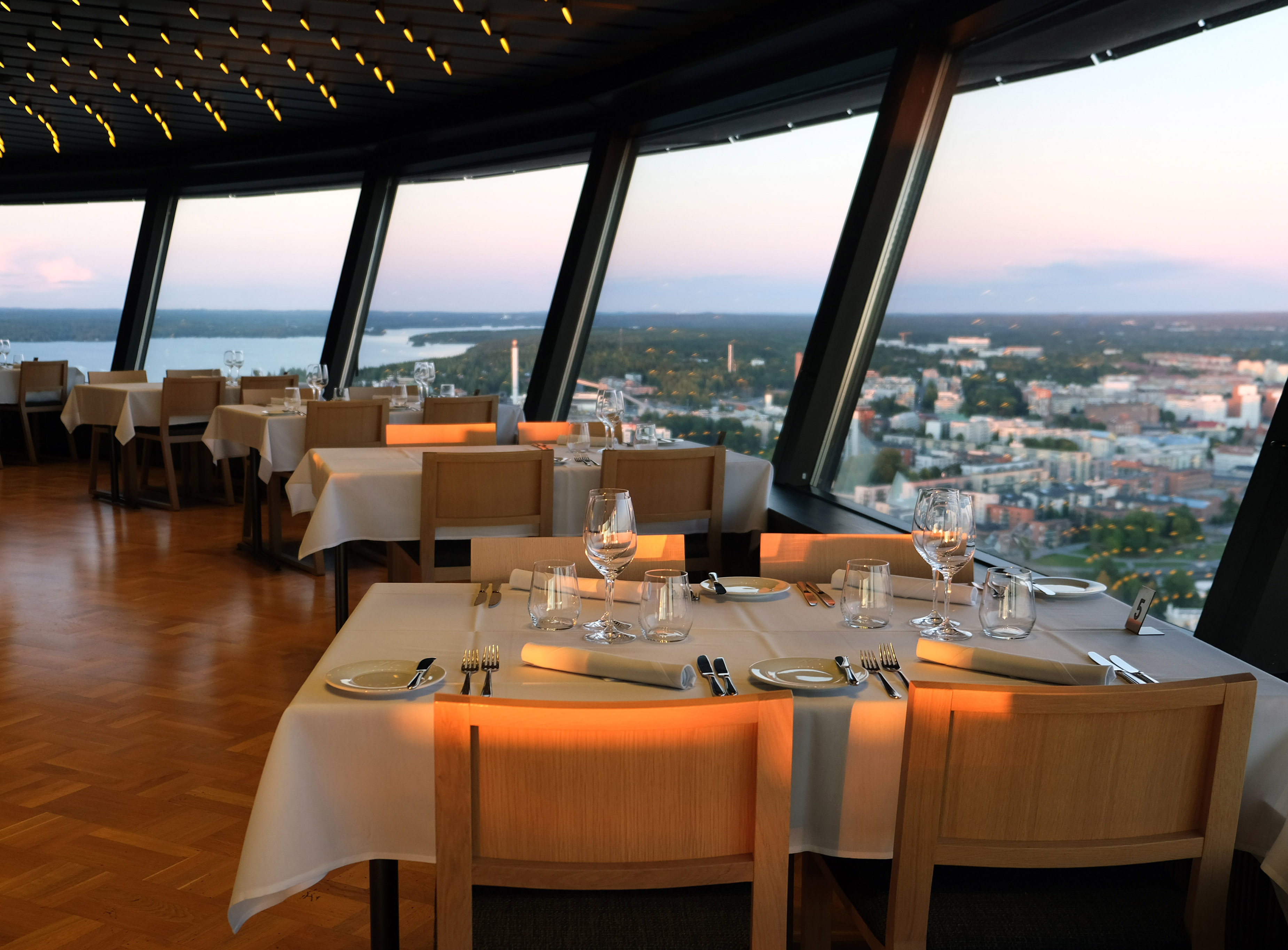
Một nhà hàng xoay trong tháp Näsinneula ở Tampere, Phần Lan

Nhà hàng xoay thường là không gian ăn uống của nhà hàng dạng tháp được thiết kế nằm trên đỉnh một bệ xoay hình tròn rộng hoạt động như một bàn xoay lớn. Tòa nhà vẫn đứng yên và thực khách được đưa lên sàn quay. Tốc độ quay thay đổi từ một đến ba lần mỗi giờ và cho phép khách hàng có thể ngắm nhìn toàn cảnh mà không cần rời khỏi chỗ ngồi. Những nhà hàng như vậy thường nằm ở tầng trên của khách sạn, tháp truyền thông và tòa nhà chọc trời.
Nhà hàng xoay được thiết kế theo dạng cấu trúc hình tròn, với một bệ xoay quanh lõi ở trung tâm. Lõi trung tâm chứa thang máy, nhà bếp hoặc các tính năng khác của tòa nhà. Bản thân nhà hàng nằm trên một bệ thép mỏng, với bệ nằm trên hàng loạt bánh xe nối với sàn của công trình. Ngoài ra, một số thiết kế, chẳng hạn như thiết kế ở Memphis, Tennessee, có bệ gắn trên lốp xe. Một động cơ làm quay nhà hàng với tốc độ dưới một mã lực. Tốc độ quay được ghi nhận là khác nhau, tùy thuộc vào sở thích.
Người ta tin rằng Hoàng đế Nero có một phòng ăn xoay bên trong cung điện Domus Aurea của ông trên Đồi Palatine với tầm nhìn tuyệt đẹp ra Công trường La Mã và Đấu trường La Mã. Giới khảo cổ đã khai quật được thứ mà họ tin là bằng chứng về phòng ăn như vậy vào năm 2009.